# Lucas Andersen
Lucas Andersen (ur. 13 września 1994 w Aalborgu) – duński piłkarz występujący na pozycji pomocnika w Aalborg BK.

## Kariera klubowa
5 marca 2011 w wieku 16 lat i 174 dni zadebiutował w Aalborgu. Został najmłodszym piłkarzem w historii, który wystąpił w barwach Aalborgu.
Lucas najczęściej gra na prawym skrzydle, ale może również grać na lewej stronie i jako rozgrywający za napastnikiem. Dyrektor sportowy Aalborgu, Lynge Jakobsen, określił go najbardziej obiecującym wychowankiem akademii od czasu Jespera Grønkjæra.
31 sierpnia 2012 roku podpisał kontrakt z Ajaxem Amsterdam. W sezonie 2015/2016 był wypożyczony do Willem II Tilburg. W 2016 trafił do Grasshoppers Zurych. W 2018 został wypożyczony do Aalborg BK, rok później został wykupiony przez ten klub.

## Kariera reprezentacyjna
Reprezentował Danię na Mistrzostwach Europy U-17 w 2011 roku i na Mistrzostwach Świata U-17. W dorosłej reprezentacji zadebiutował 18 listopada w towarzyskim meczu z Rumunią.